# Маргарит Нале
Маргарит Атанасов Нале (на македонска литературна норма: Маргарит Атанасов Нале) е югославски партизанин и деец на НОВМ.

## Биография
Роден е на 15 ноември 1895 година в град Битоля, Османска империя. През 1919 година завършва Медицинския факултет на Атинския университет. През октомври 1944 година е назначен за началник на отделението за здравеопазване при Околийския народоосвободителен комитет за Битолско. Пратеник е на Първото заседание на АСНОМ. До 1961 година работи като частен и околийски лекар в Битоля.